# Kamiennyj Karjer (obwód amurski)
Kamiennyj Karjer (ros. Каменный Карьер) – wieś (ros. seło) w południowo-wschodniej Rosji, terytorialnie i administracyjnie należąca do rejonu archarinskiego, w obwodzie amurskim. 
Według danych ze spisu z 2016 roku wieś zamieszkiwało 111 mieszkańców. 